# Carlo Maratta
Carlo Maratta nebo Maratti (13. května 1625 Camerano, Ancona – 15. prosince 1713 Řím) byl italský malíř a restaurátor, působící převážně v Římě. Je známý především klasicizujícími obrazy provedenými pozdně barokním klasickým způsobem. Vyšel z tradice renesance Raffaela Santi, ale byl ovlivněn římskou barokní malbou (Annibale Carraciho), a to zejména v barevném ladění. Jeho biografii napsal jeho současník a přítel, italský malíř a významný životopisec Giovanni Pietro Bellori.

## Životopis

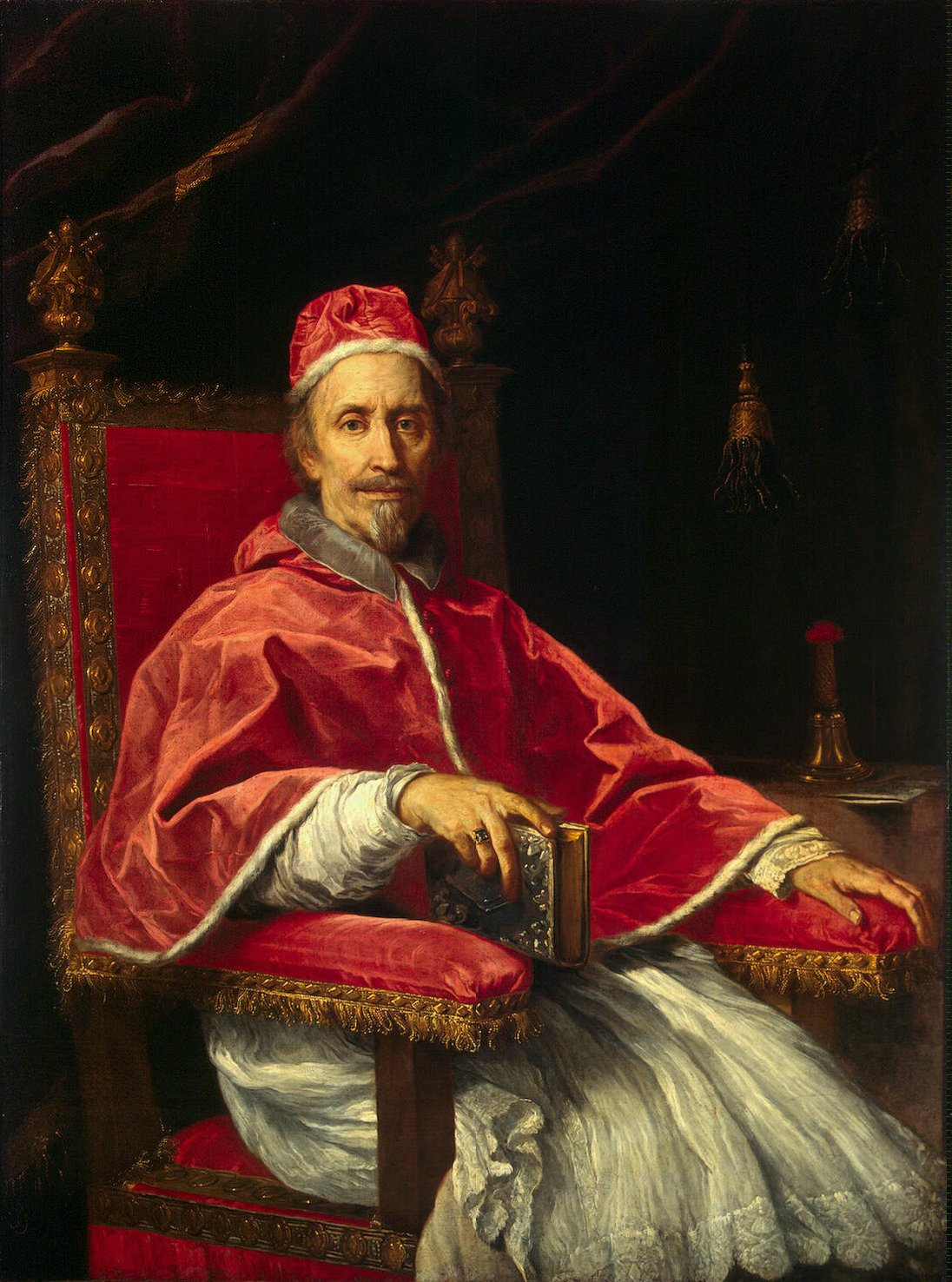
Papež Klement IX.

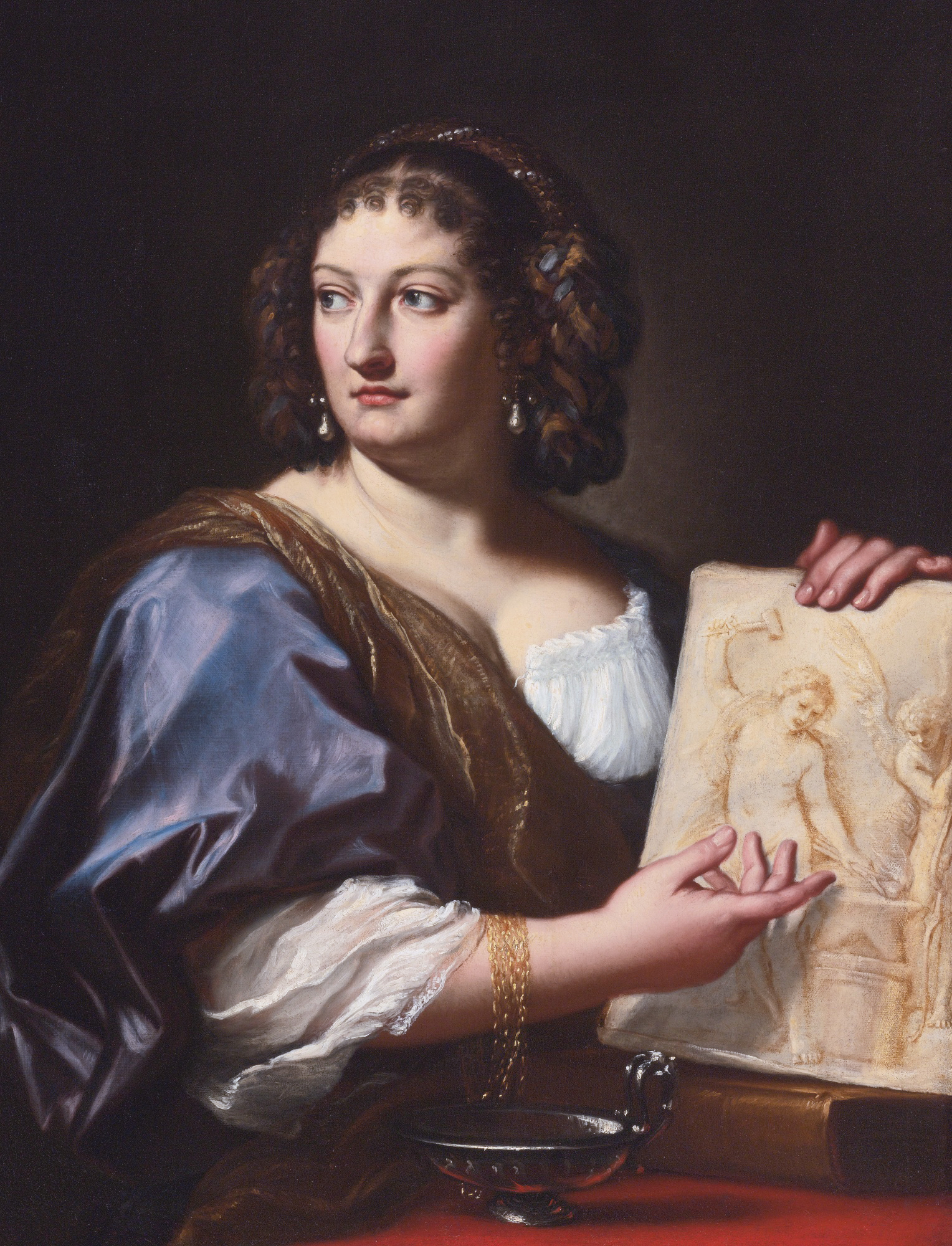
Francesca Gommi Maratta, asi 1690

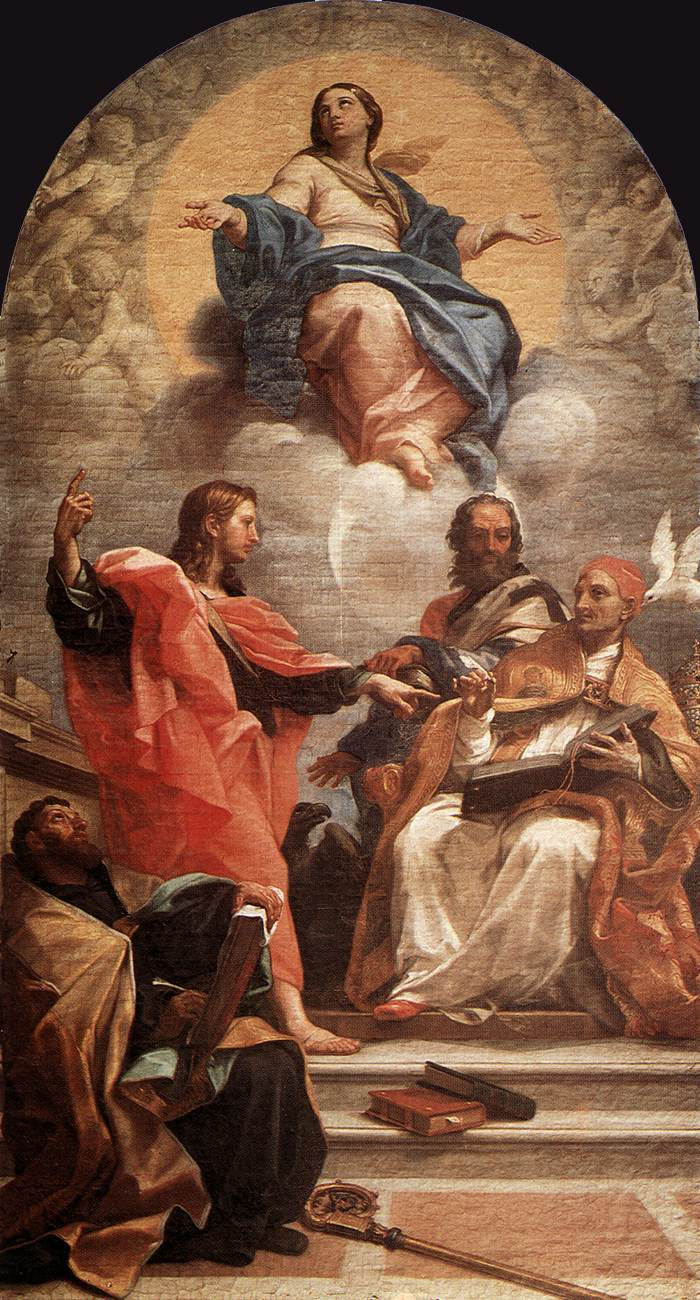
Církevní otcové diskutují o Nanebevzetí Panny (1686)

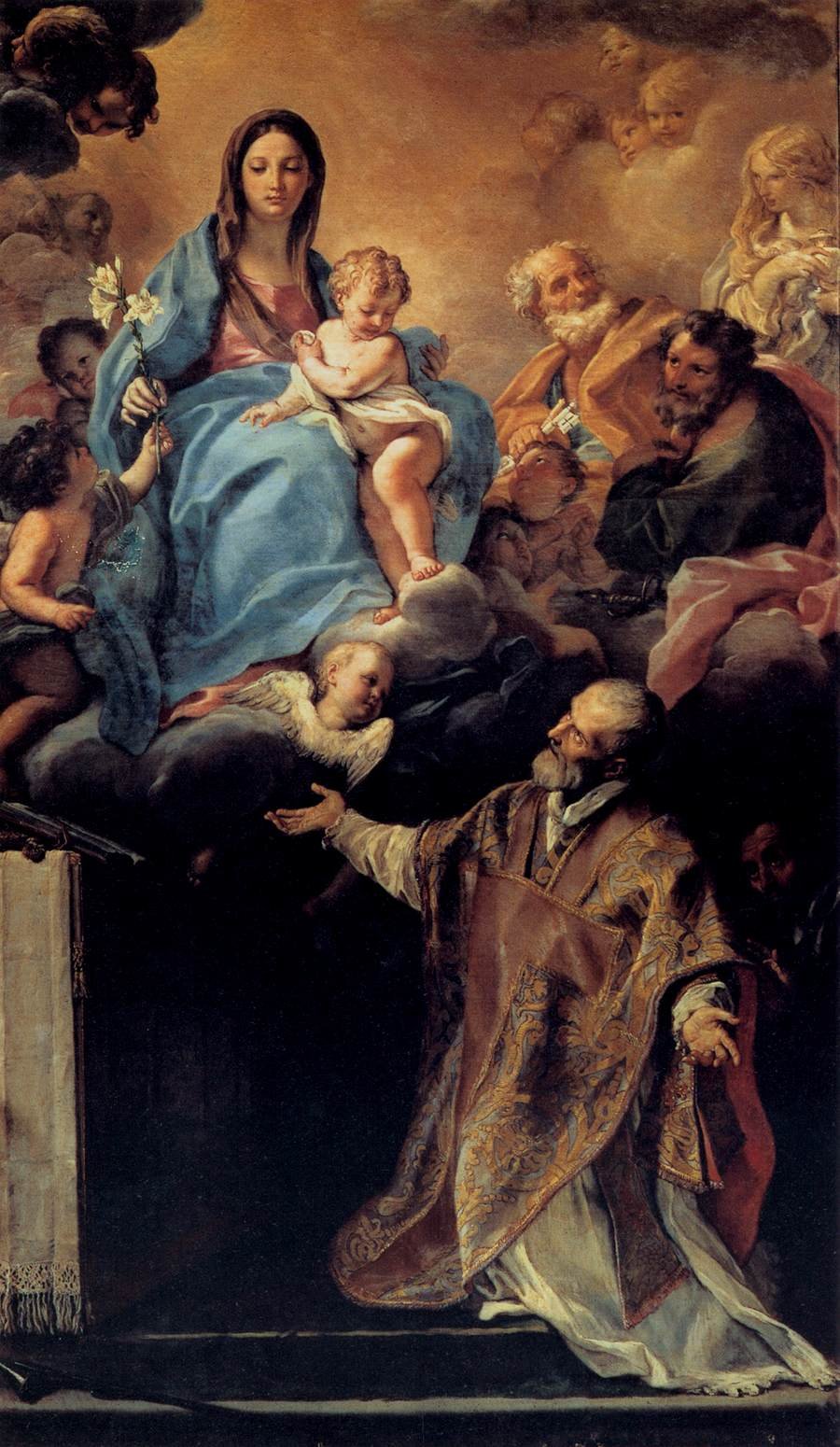
Panna Maria se zjevuje svatému Filipovi Neri

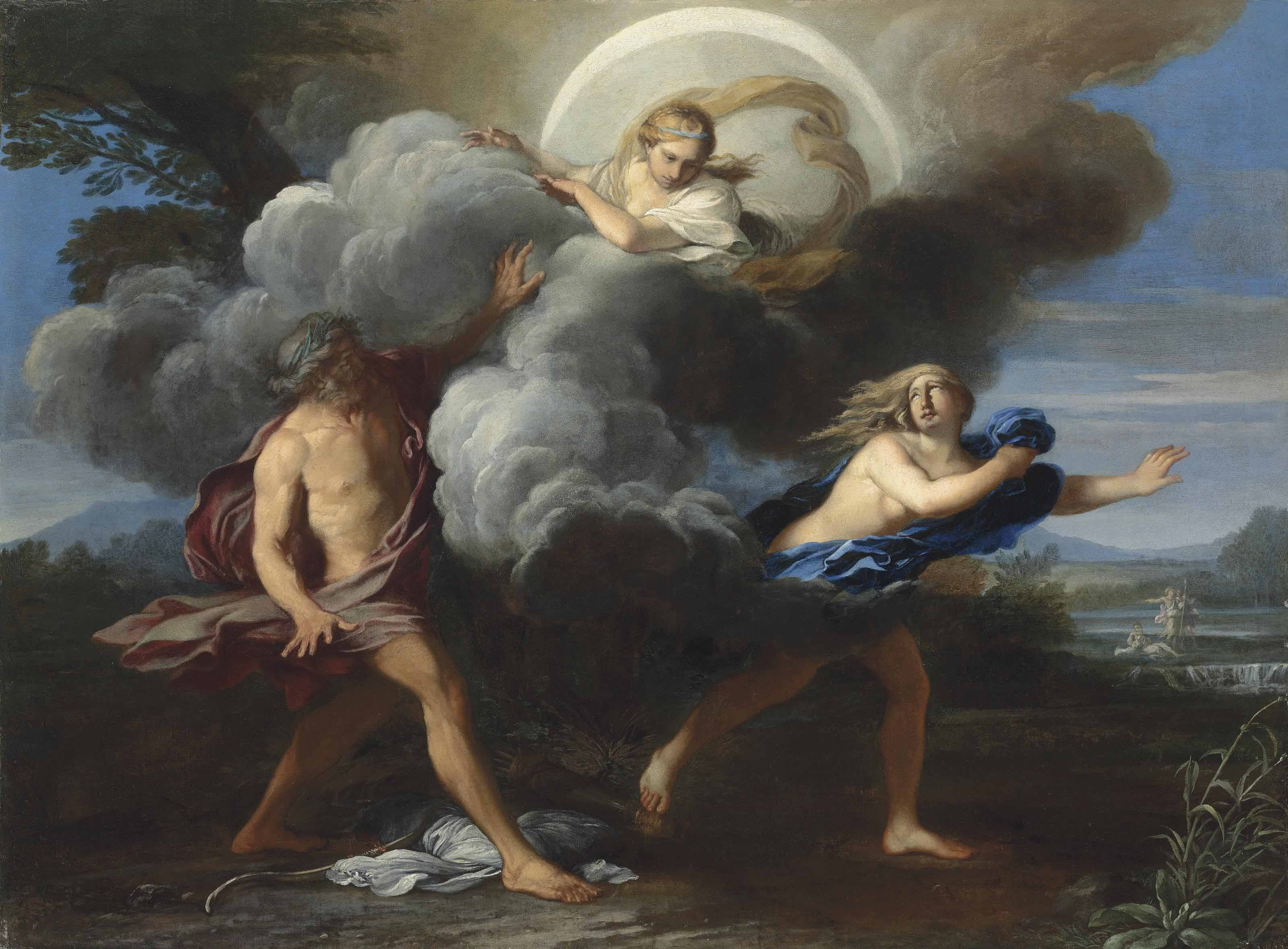
Alpheus a Arethusa

Carlo Maratta se narodil v italském Cameranu v provincii Ancona. V té době tato oblast spadala pod vládu papežského státu. V roce 1636 Maratta odešel do Říma, doprovázený Donem Corintiem Benicampim, sekretářem Taddeo Barberiniho. Stal se učedníkem v ateliéru Andrey Sacchiho. V té době se přeli Sacchi a Pietro da Cortona o své umělecké vize. Svou při vedli na umělecké akademii v Římě, na Accademii di San Luca. Měli rozdílný pohled na význam klasického a barokního malířského stylu. Sacchi obhajoval názor, že kompozice obrazu by měla zobrazovat jen několik postav, tak aby bylo možné přiřadit každé postavě individuální výraz. Cortona mu oponoval myšlenkou, že velké obrazy s mnoha postavami pomohou rozvinout několik dalších dílčích témat. Marattova malba byla v tomto období úzce spjata s klasicismem Sacchiho a byla kompozičně mnohem střídmější než barokní pestrost plánů a témt obrazů Pietra da Cortony. Podobně jako Sacchi byl Maratta ve svých obrazech inspirován díly velkých malířů z Parmy a Bologny: Annibale Carracciho, Guercina, Guida Reniho, Francesca Albaniho a Giovanniho Lanfranca.
Se Sacchim udržoval Maratta úzký vztah až do jeho smrti v roce 1661. Jeho freska Konstantin nařizuje zničení pohanských model z roku 1648 pro baptisterium Lateránské baziliky na základě návrhů Sacchiho jej proslavila jako umělce. Jeho první prominentní a nezávislou malbou byl obraz Klanění pastýřů z roku 1650 pro římský kostel San Giuseppe dei Falegnami (kostel Sv. Josefa). Dalším jeho významným dílem z tohoto období bylo Tajemství Nejsvětější Trojice odhalené sv. Augustinovi, namalované kolem roku 1655 pro kostel Panny Marie Sedmibolestné v Trastevere ("Santa Maria dei Sette Dolori", postavený architektem Francescem Borrominim.
Papež Alexandr VII. (vládl v letech 1655–1667) mu zadával zakázky na mnohé oltářní obrazy římských kostelů, včetně Navštívení Panny Marie z roku 1656 pro kostel Santa Maria della Pace a obraz Narození Páně pro papežský palác na Kvirinálu, nejvyšším ze sedmi římských pahorků. Pracoval zde pod vedením Pietra Cortony, který si jej pro tento úkol vybral. Jeho obrazy z padesátých let mají světlo a pohyb odvozené z římského baroka, kombinovaného s klasickým idealismem.
Od roku 1660 si Maratta budoval soukromou klientelu mezi bohatými patrony Evropy, založil nejvýznamnější umělecké studio v Římě své doby a po smrti Giana Lorenza Berniniho v roce 1680 se stal v Římě hlavním umělcem. V roce 1664 se Maratta stal ředitelem Akademie sv. Lukáše, zasloužil se o zvyšování prestiže umělců, podporoval je studiem umění a kresby klasického starověku. Během roku 1670 byl papežem Klementem X. pověřen freskovou výzdobou kleneb salónu v Palazzo Altieri; ikonografický program Triumf Laskavosti mu navrhl Bellori. Na rozdíl od hlavní fresky Giovanna Battisty Gaulliho v nedalekém kostele Il Gesù, malované v téže době, Maratta neužíval iluzivní perspektivu. Jeho scéna zůstala věrná jeho kompozičním zásadám a použil jen několik postav.
Jeho hlavní díla z tohoto období Zjevení Panny Marie sv. Filipovi Neri, kolem roku 1675, nyní v paláci Pitti ve Florencii; Panna Maria se sv. Karlem Boromejským a Ignácem z Loyoly, kolem roku 1685, a obraz Andělé pro chrám Santa Maria in Vallicella, kolem roku 1675, Nanebevzetí Panny Marie s učiteli Církve (1686), pro kapli baziliky Santa Maria del Popolo. Někteří kritici mu vytýkali příliš četná vyobrazení Panny Marie, pro která byl označován jako "Carluccio delle Madonne" ("Karlík Madon“), ale Maratta měl pro výklad tohoto tématu nezpochybnitelnou invenci.
Další oltářní obrazy:Smrt sv. Františka Xaverského (1674–79), oltář sv. Františka Xaverského, jižní transept kostela Il Gesù.
Maratta byl také známý portrétista. Maloval Sacchiho (cca 1655, Prado), kardinála Antonia Barberiniho (kolem roku 1660, Palazzo Barberini), papeže Klementa IX. (1669), Vatikánská Pinakotéka) a autoportrét (kolem roku 1695, Brusel). Také mnozí urození angličtí mladíci si během své kavalírské cesty (tzv. Grand Tour) v Římě dali namalovat portrét od Maratta. Pro anglického přírodovědce a bibliofila Johna Evelyna měl portrétní náčrtky připravené už v roce 1645.
V roce 1679 nebo 1680 mu jeho milenka Francesca Gommi (nebo Gomma) porodila dceru Faustinu. V roce 1698 ji legálně uznal za svou dceru a poté, co se roku 1700 Francesca stala vdovou, se s ní Maratta oženil. Rysy jeho dcery byly včleněny do řady jeho pozdních obrazů.
V roce 1704 byl Maratta papežem Klementem XI. jmenován rytířem.
S obecným poklesem sponzorství na začátku osmnáctého století a do značné míry také kvůli ekonomickému poklesu obrátil Maratta svou pozornost k restaurování malby, včetně děl Raffaela a Carracciho. Jeho sochařské návrhy zahrnovaly postavy apoštolů pro kostel San Giovanni v Lateranu. Pokračoval v řízení svého ateliéru až do stáří i když už nemohl malovat. Maratta zemřel v roce 1713 v Římě a byl zde pohřben v bazilice Santa Maria degli Angeli e dei Martiri.

## Dílo (výběr)
- Narození Panny Marie, 1643–45, kostel sv. Kláry, Nocera Umbra
- Svatý Bernard z Clairvaux přesvědčuje antipapeže Viktora IV., aby se podřídil papeži Inocenci I., Bazilika Svatého Kříže v Jeruzalémě, Řím
- Juno prosí Aeola, aby vypustil větry proti trójskému loďstvu, 1654–1656, Auckland Art Museum, Severokarolínská univerzita v Chapel Hill
- Svatý Petr představuje Panně Marii pět svatých, Bazilika Santa Maria sopra Minerva, Řím
- Triumf laskavosti, 1673–1675, Palazzo Altieri, Řím
- Oslava Madony s Ježíškem, asi 1680, Španělská královská sbírka, Národní muzeum, Madrid
- Svatý Jan Křtitel vysvětluje učení o Neposkvrněném početí Panny Marie svatým Řehořovi, Augustinovi a Janu Zlatoústému, 1686, kaple Cyboů, Santa Maria del Popolo, Řím
- Portrét papeže Klementa IX., 1669, Vatikánská muzea - Pinakotéka, Řím
- Svatý Josef s Ježíškem, Dunedin Public Art Gallery, Dunedin
- Nanebevzetí Panny Marie Trůnící, kostel Santa Maria in Vepretis, San Ginesio